# レコラヴ
『レコラヴ』は、角川ゲームスより2016年10月20日に発売されたPlayStation Vita用ゲームソフト。
「Blue Ocean」「Gold Beach」からなる2つの異なるバージョンが発売された。

## 概要
本作は1996年のPlayStation用ソフト『トゥルーラブストーリー』の発売から20年を迎えたことを記念して、「恋を描いて 20th Anniversary」と銘打たれた恋愛アドベンチャーゲームであり、『トゥルーラブストーリー』シリーズや『フォトカノ』、『キミキス』のプロデュース等を務めた杉山イチロウがプロデューサー兼シナリオライターとして参加している。
本作は動画をテーマにしており、ヒロインたちを撮影して動画投稿サイトやSNSにアップロードできる「レコセッション」という機能が搭載されており、録画可能な時間は最大30秒である。
また、『フォトカノ』に搭載されていた写真撮影機能も、本作に搭載されている。
「Blue Ocean」は青い海をモチーフとした純愛路線のストーリーとなっており、主人公の同級生の相良 美宇をメインヒロインとした物語が展開される。
「Gold Beach」は夕暮れの海をモチーフとしたコミカル路線のストーリーとなっており、フィンランドからの留学生マリアーナをメインヒロインとした物語が展開される。

## システム
本作は決められた期間内でヒロインと親しくなって告白して恋人同士になることを目的としており、ストーリーを進める中で必要なイベントはヒロインたちに設定された恋愛レベルと場所が定められているため、いかにして期間内に効率よくヒロインと親しくなることができるかがゲームクリアのカギとなる。
本作独自のシステムとして、「バウンドアップ会話」というものがある。これは、浴場の広間にあるエアホッケーをモチーフとしており、画面をタッチして黄色いパックを引っ張って興味のある内容の「?パック」にぶつけてヒロインと会話するものである。多くの「?パック」にぶつけるほど、話せる話題も増える。集めた「?パック」は、プレイヤーはヒロインとの会話の話題を6種類の中から選択することができ、最大3つまでスタックすることができる。
各ヒロインにはテンションゲージが3段階に割り当てられており、スタック3の話題はテンションを上げやすい反面ヒロインのテンションゲージが低い時に用いても高い効果は得られない。
ヒロインのテンションゲージが満タンになると、RECボタンを押すことができるようになり、レコセッションに移行することができる。
レコセッションにはPlayStation Vitaのモーションセンサーが使われており、“ジャイロモード”に切り替えるとPlayStation Vita本体の動きや傾きに応じて画面が動くようになるため手ぶれが生じやすくなるが、手ぶれ補正機構を用いて手ぶれのない動画を撮影することも可能である。
初心者救済措置として、目当てのヒロインに会いやすくなる“ラヴハック”というシステムも搭載されている。

## 登場人物
「光海学園」を舞台に、以下のキャラクター達が登場する。 プロローグで「Blue Ocean」ではキュートムービー部、「Gold Beach」では E動画部それぞれ入部するかによって、各ヒロインごとのメインストーリーは2つに分岐。  エンディングはルートにより内容が若干異なる。

### メインキャラクター
伊織 一志（いおり かずし）
所属：光海学園高等部2-A
主人公。一人称は「俺」。「Blue Ocean」ではキュートムービー部に入部し、「Gold Beach」では E動画部 に入部する。
相良 美宇（さがら みう）
声 - 東山奈央
「七つの顔を持つ演劇部のヒロイン」
所属：光海学園高等部2-A /血液型：B型 /  誕生日：5月27日 / 星座：双子座
主人公の同級生で、主人公に対しては「あなた」と呼ぶ。演劇部に所属しており、様々な役を演じることができる一方、一生懸命になりすぎて周りが見えなくなることが多い。
マリアーナ・プリンシラ
声 - 嶋村侑
「憧れの日本にやってきたビーチ姫」
所属：光海学園高等部3-A / 血液型：O型 / 誕生日：11月23日 / 星座：射手座
フィンランドからの留学生で、渚紗と同じクラスに所属している。運動神経がよく、マリンスポーツが好き。幼少期から日本語を学んできたため、日本語での会話は難なく行える。主人公を弟のように思っており、フィンランド語で弟を意味する”veli”にちなんで、「ベリィ君」と呼んでいる。
反町 莉子（そりまち りこ）
声 - 植田佳奈
「成績もツッコミもナンバー1の関西の刺客」
所属：光海学園高等部2-A / 血液型：A型 / 誕生日：12月29日 / 星座：山羊座
主人公の同級生で、主人公とは口げんかするほどの仲である。関西一の進学校として知られる中学校を卒業しており、勉強の成績で一番を保つために努力している。その一方、運動は不得意。
御前 渚紗（みさき なぎさ）
声 - M・A・O
「学園を愛するヒロイン生徒会長」
所属：光海学園高等部3-A /  血液型：A型  / 誕生日：3月27日  / 星座：牡羊座
主人公らが通う光海学園の生徒会長。キュートムービー部の部長を務めるほか、バドミントン部も兼部しており、バドミントン部ではエースとして知られている。才色兼備のお嬢様であり、女子生徒たちからは「御前（ごぜん）様」として憧憬の対象になっている。
鳴瀬 まひろ（なるせ まひろ）
声 - 内田真礼
「妹みたいに育った常夏水泳娘」
所属：乙谷（おとや）中学3年 /血液型：O型 / 誕生日：6月26日 / 星座：かに座
主人公の幼馴染。主人公たちとは別の学校に通っているが、ミツミキャンプ中は光海学園に通っており、その縁で水泳部にもマネージャーとして出入りしている。夏のキャンプ期間中に会えることから、主人公のことをナツにいと呼んでいる。勉強は苦手。
妃月 凜世（ひめらぎ りんぜ）
声 - 石川由依
「体操部の笑わない天使」
所属：光海学園初等部5-B / 血液型：A型 / 誕生日：11月13日 / 星座：蠍座
光海学園初等部5年生で、体操部に所属している。頭がキレ、体操の腕も申し分ないが、意味なく笑うことを嫌うためあまり笑わない。自らの名前にコンプレックスを持っており、下の名前で呼ぶと不快感をあらわにするため、周囲からは苗字にちなんだ「ひめちゃん」というあだ名で呼ばれている。JSだからか、スカートの下にインナーパンツを履いている。ルートによってインナーパンツのデザインが違う。
「Blue Ocean」では同級生の男子達にスカートを捲られ、名前やインナーの色を大声で晒され辱められる。
「Gold Beach」では連続して主人公に唇を奪われる。また、エンディングで壁ドンからの口づけと、JSながらキスシーンが多い。
次回作『LoveR』に容姿の似た別人で石川が声の担当をする姫乃樹凜世が登場する。

### サブキャラクター
★マークはDLCをあてることで攻略可能。
伊織 真奈（いおり まな）★
声 - 井口裕香
「なにを考えているのかわからない中二病の妹」
クラス：光海学園中等部2-A / 所属：なし / 血液型：B型 / 誕生日：2月2日 / 星座：水瓶座
主人公の妹。漫画などを愛するオタクであり、プログラミングにもたけている。夜ふかしを好むため、朝はなかなか起きられずにいる。中二病の傾向があり、真の力を封じるリミッターと称して左太腿にバンダナを巻いている。主人公のことを「にい君」と呼ぶ。
伊織 結菜（いおり ゆいな）★
声 - 加隈亜衣
「大胆不敵なJKモデルの姉」
クラス：光海学園高等部3-C / 所属：なし / 血液型：O型 / 誕生日：12月7日 / 星座：射手座
主人公の姉で、わがままかつ大胆な人物。現役ファッションモデルであり、仕事を優先しているため、学業の成績は振るわない。主人公のことは、弟を意味する英単語“Brother”にちなんで、「ぶろ君」と呼んでいる。
堂下 聖夜（どうもと せいや）
声 - 櫻井孝宏
「ギリギリのエロースを追求する気高き騎士（ナイト）」
クラス：光海学園高等部3-A / 所属：E動画部 / 血液型：O型 / 誕生日：3月9日 / 星座：うお座
渚紗の同級生である、E（エロース）動画部部長。「動画にはエロースがないと意味がない」という信条のもと、容姿の良さを武器に女子生徒に近づき、きわどい動画をものにしてきた。教師や生徒会から度々指摘を受けているが、軽い態度でかわしてきた。
藍田 美由璃（あいだ みゆり）★
声 - 諏訪彩花
「御前を慕う引っ込み思案の生徒書記」
クラス：光海学園高等部1-B / 所属：キュートムービー部　生徒会書記 / 血液型：A型 / 誕生日：1月5日 / 星座：山羊座
高等部1年のクラスに所属する女子生徒。生徒会の書記を務め、キュートムービー部に所属している。渚紗に憧れを抱いており、彼女の指名を受けて生徒会選挙に立候補し、書記になった経緯を持つ。物静かで、目立つことを好まないだが、渚紗のためなら何でもやる。
五十鈴 心美（いすず ここみ）★
声 - 小見川千明
「年下にしか見えない新米先生」
クラス：光海学園高等部2-A / 所属：なし / 血液型：A型 / 誕生日：9月14日 / 星座：乙女座
主人公のクラスの担任教師。童顔で背が低く、まるで小中学生にしか見えない。担当は英語。

### 「フォトカノ」の登場人物
ただの、名前は違う。前作からゲスト出演である。
中井 一馬（なかい かずま）
声 - 白石稔
「ローアングルから女生徒に迫るパンチラ盗賊（シーフ）」
クラス：光海学園高等部2-C / 所属：E動画部 / 血液型：O型 / 誕生日：12月3日 / 星座：いて座　　
E動画部の部員の一人で、主人公とは違うクラスに所属している。「パンチラ盗賊（シーフ）」の異名を持ち、女子生徒のパンチラを狙った撮影を行っている。
西 孝彦（にし たかひこ）
声 - 岡本信彦
「ロングレンジで女生徒の胸元を狙う胸チラ弓兵（シューター）」
クラス：光海学園高等部2-C / 所属：E動画部 / 血液型：B型 / 誕生日：4月29日 / 星座：牡牛座
一馬の同級生で、E動画部の部員の一人。温厚な顔立ちをしているが、実際は助平なところがあり、粘り強い性格と背の高さを生かして胸チラを狙った撮影を行うことから、「胸チラ弓兵（シューター）」の異名を持つ。
内魔 悠子（うちま ゆうこ）★
声 - 高垣彩陽
「撮った動画がすべて心霊動画!?　恐怖の念写（オカルト）悠子」
クラス：高等部1-C / 所属：E動画部 / 血液型：AB型 / 誕生日：6月7日 / 星座：ふたご座　　
E動画部の部員の一人である1年生の女子生徒で、両目が隠れるほど長い前髪が特徴。地味な容姿を逆手に取り、E動画部の活動に貢献している。無口で、謎めいた人物だが、霊といった怪しげなものに興味がある。彼女が撮影した動画には高確率で心霊現象が写りこむため、「念写（オカルト）悠子」の異名を持つ。その一方で、心霊要素のない動画への関心は乏しい。

## エンディングテーマソング
「レコードメモリー」
作詞：杉山イチロウ / 作曲：岩垂徳行
歌：攻略したヒロインによって異なる。
「恋するヒロイン」
作詞：杉山イチロウ / 作曲：岩垂徳行
歌：相良美宇（東山奈央）
「ビッグバンラヴ」
作詞：杉山イチロウ / 作曲：岩垂徳行
歌：マリアーナ・プリンシラ（嶋村侑）
「親友＜恋人未満」
作詞：杉山イチロウ / 作曲：岩垂徳行
歌：反町莉子（植田佳奈）
「My Waltz for You」
作詞：杉山イチロウ / 作曲：岩垂徳行
歌：御前渚紗（M・A・O）
「待ち伏せラヴタイム」
作詞：杉山イチロウ / 作曲：岩垂徳行
歌：鳴瀬まひろ（内田真礼）
「放課後、夕闇で・・・」
作詞：杉山イチロウ / 作曲：岩垂徳行
歌：妃月凜世（石川由依）

## スタッフ
- プロデュース・シナリオ：杉山イチロウ[2]
- キャラクターデザイン：ヤマザキマサハル[2]

## Webラジオ
『ラジオレコラヴ！〜ドキドキアップロード♪〜』のタイトルで、2016年10月20日から2017年3月23日まで音泉にて配信された。隔週木曜日更新。パーソナリティは井口裕香（真奈 役）、加隈亜衣（結菜 役）、石川由依（妃月凜世 役）。

## 評価
ファミ通は「様々な世代の男性の心の琴線に触れるような演出は、さすが20年間恋愛シミュレーションゲームをつくってきた杉山イチロウだという出来だった」と述べており、「ヒロインのふとした動きやプレイヤーの感性によって多彩な動画が撮影できるのは今までになかったものである」とも評している。